# Isopropylbenzylamin
Isopropylbenzylamin (systematický název N-(fenylmethyl)propan-2-amin) je organická sloučenina používaná jako surovina ve farmaceutickém průmyslu při výrobě některých léčiv. Americký Úřad pro potírání drog jej zkoumal kvůli možnému využívání nelegálními výrobci metamfetaminu jakožto látky pro ředění drogy, protože je levný, z hlediska fyzikálních vlastností podobný metamfetaminu a zatím je legálně dostupný.
Isopropylbenzylamin je strukturní izomer metamfetaminu a má tedy stejnou molární hmotnost. Stejně jako metamfetamin je sekundárním aminem a stejným způsobem tvoří soli. Také vypadá velmi podobně jako metamfetamin a má podobný bod tání. Proto jím lze ředit metamfetamin, aniž by si to uživatelům přišlo podezřelé, přestože mohou být zjevné určité drobné rozdíly, například mírně vyšší teplota tání nebo měkčí krystaly. Isopropylbenzylamin však nemá zřejmě žádné stimulační účinky v pravém slova smyslu, jeho toxicita není známa. Mezi další látky, kterými se „řeže“ metamfetamin, patří příbuzné sloučeniny methylbenzylamin a ethylbenzylamin, stejně tak i dimethylsulfon.

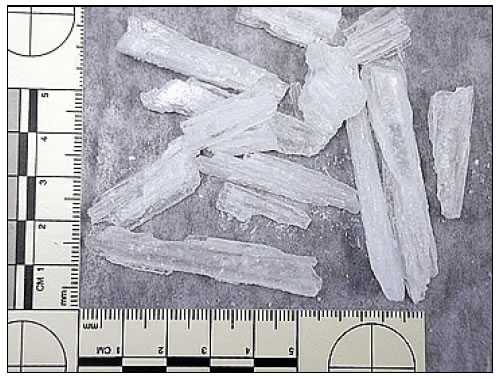
Krystaly isopropylbenzylaminu zabavené DEA